# Inchiesta
L'inchiesta è un procedimento investigativo teso alla scoperta della verità su un fatto accaduto, all'accertamento di come siano andate effettivamente le cose, ed all'individuazione di eventuali responsabili.

## Descrizione
Amedeo Benedetti ha definito il procedimento come uno "svelamento" che si attua sia attraverso l'esame dei documenti più disparati (alla ricerca di ciò che nel passato li ha in qualche modo determinati), sia mediante il «risalire da parole, gesti, espressioni, atteggiamenti a pensieri, propositi, emozioni, e sentimenti che le persone normalmente non possono, non vogliono, o non sanno per i più vari motivi rendere parzialmente o interamente evidenti.
Se è vero che l'inchiesta «è il procedimento che attraverso la raccolta, la valutazione e l'analisi delle informazioni consente di dare un significato originario all'insieme delle informazioni acquisite (cioè una ricostruzione), allora è importante la capacità di osservare, non solo per aumentare la quantità di informazioni ricavabili, ma anche per meglio verificarle, selezionarle, contestualizzarle».

### Tipologie
Si possono distinguere varie tipologie:
- inchiesta giudiziaria se condotta da un magistrato con la collaborazione della polizia giudiziaria;
- inchiesta giornalistica se portata avanti da un cronista;
- inchiesta parlamentare se decisa dal Parlamento - da una o entrambe le Camere - e svolta da un'apposita Commissione al fine di accertare responsabilità politiche o di altro tipo in relazione a una determinata vicenda.